# Filipinska plošča
Filipinska morska plošča ali Filipinska plošča je manjša tektonska plošča iz oceanske litosfere, ki leži pod Filipinskim morjem, vzhodno od Filipinov. Večina Filipinov, tudi del severnega otoka Luzona, je del kompleksnega Filipinskega mobilnega pasu, ki je geološko in tektonsko ločen. Plošča je velika 5.500.000 kvadratnih kilometrov. Premika se v smeri severozahoda s hitrostjo 48–84 mm/leto glede na Afriško ploščo.
Na severu meji na Ohotsko ploščo in Amursko ploščo, srečajo pa se pri gori Fudži na Japonskem. Vzhodna stran Filipinske morske plošče je konvergentna meja s Pacifiško ploščo pri jarku Izu-Ogasavara. Vzhod plošče vključuje Otočje Bonin in Marijansko otočje, ki tvorijo lok Izu-Bonin-Mariana. Med Filipinsko ploščo in majhno Mariansko ploščo je tudi divergentna meja. Na jugu meji na Karolinsko ploščo in Ploščo Bird's head. Na zahodu poteka subdukcija plošče pod Filipinski mobilni pas v Filipinskem jarku in Vzhodnem Luzonskem jarku. Na severozahodu se dvigne v otok Tajvan, sreča pa se še z otočjem Rjukju na Okinavski plošči in Amursko ploščo.